# تايرا نو كوريموري
تايرا نو كوريموري (باليابانية: 平 維盛، بالروماجي: Taira no Koremori)، (وفاة 1184)، محارب ساموراي ياباني وقائد عسكري لقوات تايرا في حرب غينبيه ضد قبيلة ميناموتو التي حدثت في أواخر عصر هييآن، يكون الابن الأكبر لتايرا نو شيغيموري [الإنجليزية]، والذي يكون بدوره الابن الأكبر لتايرا نو كيوموري.
على عكس والده المحارب الشجاع، نشأ كوريموري ليصبح شاباً نبيلاً يهوى الشعر والموسيقى.

## حرب غينبيه
دخل في حرب غينبيه كقائد لقوات تايرا، وبدايته كانت هزيمة في معركة نهر فوجي عام 1180، في أبريل ومايو من عام 1183، قاد القوات ليغزو مقاطعة إيتشيزين [الإنجليزية]، وتمكن من السيطرة على حصن هيوتشي وعدد من معاقل قوات ميناموتو نو يوشيناكا، لكنه مع ذلك هزم على يد قوات يوشيناكا في معركة كوريكارا.
تمكن من الفرار من معسكرات تايرا قبل معركة ياشيما وذهب للبحث عن عائلته التي تركت في العاصمة، لكنه إلتقى في الطريق بالكاهن تاكيغوتشي، المعروف سابقاً باسم «سايتو توكيوري» على جبل كويا [الإنجليزية]، ثم أصبح كوريموري راهباً وقام بالحج إلى مواقع كومانو [الإنجليزية] الجبلية الثلاثة الجبلية المقدسة، ولاحقاً إستقل قارب عند ساحل «هاما نو ميا» ليتجه إلى البحر ويغرق نفسه.
إبنه تايرا نو روكوداي إعتكف أيضاً كراهب بوذي، لكن فيما بعد أمر ميناموتو نو يوريتومو بقتله، كمحاولة لمحو قبيلة تايرا.